# New England Patriots 2003
La stagione 2003 dei New England Patriots è stata la 34ª della franchigia nella National Football League, la 44ª complessiva e la 4ª con Bill Belichick come capo-allenatore. La squadra concluse col miglior record della lega, 14-2, andando a vincere il suo secondo Super Bowl.
Due stagioni dopo avere vinto il Super Bowl XXXVI, i Patriots iniziarono la stagione 2003 dopo avere mancato i playoff nell'anno precedente. Per alleggerire il salary cap, il capitano e safety Pro Bowler Lawyer Milloy fu svincolato prima dell'inizio della stagione regolare, una mossa di Bill Belichick che i tifosi non apprezzarono, unita a una dichiarazione dell'analista di ESPN Tom Jackson secondi cui i giocatori dei Patriots avrebbero "odiato il loro allenatore", un'accusa poi negata dagli stessi. Milloy firmò coi Buffalo Bills, che sconfissero i Patriots, 31–0, nel debutto stagionale. Dopo essere stati sconfitti anche nella settimana 4, i Patriots si ripresero, non perdendo più per il resto della stagione. A causa dei molteplici infortuni, la squadra utilizzò 42 diversi giocatori durante la stagione regolare, un record NFL per una squadra che vinto la propria division, battuto dagli stessi Patriots con 45 nel 2005. Imbattuti in casa, il nose tackle Ted Washington creò la frase "Homeland Defense" per la difesa dei Patriots, migliorata dall'arrivo di Washington e dalla safety ex San Diego Chargers Rodney Harrison, che concesse un minimo della lega di 14,9 punti a partita. New England si vendicò dei Bills battendoli per 31-0 nell'ultima gara della stagione regolare e per la prima volta nella sua storia vinse più di 11 partite.
Dopo essersi qualificati direttamente al secondo turno dei playoff della AFC, i Patriots affrontarono i Tennessee Titans in casa in una delle partite più fredde della storia della NFL, qualificandosi per la finale di conference contro gli Indianapolis Colts. New England intercettò il quarterback dei Colts Peyton Manning, co-MVP della lega, quattro volte, andando a vincere per 24–14, raggiungendo il Super Bowl XXXVIII contro i Carolina Panthers. Con la gara in parità nel finale del quarto periodo, Adam Vinatieri calciò il field goal della vittoria, dando ai Patriots il loro secondo titolo.

## Calendario

### Stagione regolare
| Turno | Ora                | Data               | Avversario           | Risultato          | Record             | Stadio                     | TV                 | Tabellino          |
| ----- | ------------------ | ------------------ | -------------------- | ------------------ | ------------------ | -------------------------- | ------------------ | ------------------ |
| 1     | 1:00 pm EDT        | 7/9/2003           | Buffalo Bills        | S 0–31             | 0–1                | Ralph Wilson Stadium       | CBS                | Recap              |
| 2     | 4:15 pm EDT        | 14/9/2003          | Philadelphia Eagles  | V 31–10            | 1–1                | Lincoln Financial Field    | CBS                | Recap              |
| 3     | 1:00 pm EDT        | 21/9/2003          | New York Jets        | V 23–16            | 2–1                | Gillette Stadium           | CBS                | Recap              |
| 4     | 1:00 pm EDT        | 28/9/2003          | Washington Redskins  | S 17–20            | 2–2                | FedEx Field                | CBS                | Recap              |
| 5     | 1:00 pm EDT        | 5/10/2003          | Tennessee Titans     | V 38–30            | 3–2                | Gillette Stadium           | CBS                | Recap              |
| 6     | 1:00 pm EDT        | 12/10/2003         | New York Giants      | V 17–6             | 4–2                | Gillette Stadium           | Fox                | Recap              |
| 7     | 1:00 pm EDT        | 19/10/2003         | Miami Dolphins       | V 19–13 (DTS)      | 5–2                | Pro Player Stadium         | CBS                | Recap              |
| 8     | 1:00 pm EST        | 26/10/2003         | Cleveland Browns     | V 9–3              | 6–2                | Gillette Stadium           | CBS                | Recap              |
| 9     | 9:00 pm EST        | 3/11/2003          | Denver Broncos       | V 30–26            | 7–2                | Invesco Field at Mile High | ABC                | Recap              |
| 10    | Settimana di pausa | Settimana di pausa | Settimana di pausa   | Settimana di pausa | Settimana di pausa | Settimana di pausa         | Settimana di pausa | Settimana di pausa |
| 11    | 8:30 pm EST        | 16/11/2003         | Dallas Cowboys       | V 12–0             | 8–2                | Gillette Stadium           | ESPN               | Recap              |
| 12    | 1:00 pm EST        | 23/11/2003         | Houston Texans       | V 23–20 (OT)       | 9–2                | Reliant Stadium            | CBS                | Recap              |
| 13    | 1:00 pm EST        | 30/11/2003         | Indianapolis Colts   | V 38–34            | 10–2               | RCA Dome                   | CBS                | Recap              |
| 14    | 4:15 pm EST        | 7/12/2003          | Miami Dolphins       | V 12–0             | 11–2               | Gillette Stadium           | CBS                | Recap              |
| 15    | 1:00 pm EST        | 14/12/2003         | Jacksonville Jaguars | V 27–13            | 12–2               | Gillette Stadium           | CBS                | Recap              |
| 16    | 8:30 pm EST        | 20/12/2003         | New York Jets        | V 21–16            | 13–2               | Giants Stadium             | ESPN               | Recap              |
| 17    | 1:30 pm EST        | 27/12/2003         | Buffalo Bills        | V 31–0             | 14–2               | Gillette Stadium           | CBS                | Recap              |

### Playoff
| Turno              | Ora                                       | Data                                      | Avversario                                | Risultato                                 | Record                                    | Stadio                                    | TV                                        | Tabellino                                 |
| ------------------ | ----------------------------------------- | ----------------------------------------- | ----------------------------------------- | ----------------------------------------- | ----------------------------------------- | ----------------------------------------- | ----------------------------------------- | ----------------------------------------- |
| Wild Card          | Qualificati direttamente al secondo turno | Qualificati direttamente al secondo turno | Qualificati direttamente al secondo turno | Qualificati direttamente al secondo turno | Qualificati direttamente al secondo turno | Qualificati direttamente al secondo turno | Qualificati direttamente al secondo turno | Qualificati direttamente al secondo turno |
| Divisional         | 8:00 pm EST                               | 10/1/2004                                 | Tennessee Titans (5)                      | V 17–14                                   | 1–0                                       | Gillette Stadium                          | CBS                                       | Recap                                     |
| AFC Championship   | 3:00 pm EST                               | 18/1/2004                                 | Indianapolis Colts (3)                    | V 24–14                                   | 2–0                                       | Gillette Stadium                          | CBS                                       | Recap                                     |
| Super Bowl XXXVIII | 6:30 pm EST                               | 1/2/2004                                  | Carolina Panthers (3)                     | V 32–29                                   | 3–0                                       | Reliant Stadium                           | CBS                                       | Recap                                     |

## Premi
- Bill Belichick

allenatore dell'anno
- Tom Brady:

MVP del Super Bowl